# Giampiero Frasca

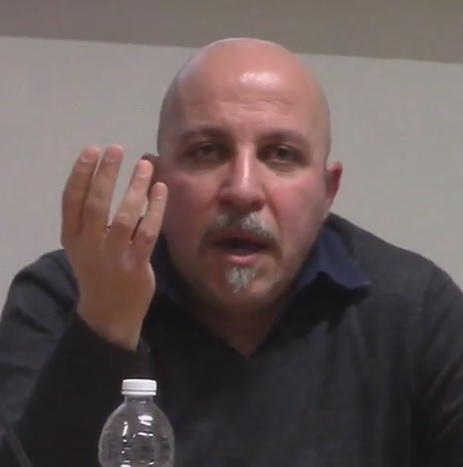
Giampiero Frasca

Giampiero Frasca (Torino, 10 luglio 1970) è un critico cinematografico, saggista e blogger italiano.

## Biografia
Si occupa di didattica cinematografica: è stato docente di Storia e critica del cinema all'Università di Torino (dal 2005 al 2011), e ha collaborato con l'Aiace (Associazione Italiana Amici del Cinema d'Essai) e con il Premio Chiara di Varese.
È stato consulente cinematografico per alcune trasmissioni televisive (Il senso della vita, Ciao Darwin e Domenica in) e nel 2006 ha selezionato immagini e sequenze per il nuovo allestimento del Museo Nazionale del Cinema di Torino.
È stato curatore della tradizionale rassegna estiva "Cinema a Palazzo Reale", tenuta nel cortile del Palazzo Reale di Torino dal 2013 al 2021. È attualmente curatore della rassegna "Cinema sulla pista 500", tenuta sulla Pista del Lingotto, sempre a Torino.
È il compilatore delle voci cinematografiche dell'enciclopedia Nova edita da Utet.
Nelle sue pubblicazioni, si è occupato principalmente di cinema americano (Storia e storie del cinema americano, 2013), di dinamiche di genere (Manuale dei generi cinematografici, 2002; Road Movie, 2001; C'era una volta il western, 2007; Il cinema va a scuola, 2011) e meccanismi narrativi (La suspense, 2015). Ha dedicato allo scomparso regista Michael Cimino due monografie (I cancelli del cielo, 2017, e Il cinema di Michael Cimino, 2020) e un lungo saggio pubblicato sulla rivista australiana Senses of Cinema.
Collabora con la rivista Cineforum, per la cui versione online ha curato la rubrica (dis)Sequenze, diventata nel 2019 un blog. In passato ha scritto per Segnocinema, Filmcritica, Playboy, Garage, I quaderni del CSCI e La Rivista del cinema, organo ufficiale del Museo Nazionale del Cinema.

## Pubblicazioni
- Dennis Hopper. Easy Rider, Lindau, Torino 2000
- Road Movie. Immaginario, genesi, struttura e forma del cinema americano on the Road, Utet, Torino 2001
- Manuale dei generi cinematografici. Hollywood dalle origini a oggi, con Luca Aimeri, Utet, Torino 2002
- C'era una volta il western. Immagini di una nazione, Utet, Torino 2007
- Il cinema va a scuola, Le Mani, Recco (GE) 2011
- Storia e storie del cinema americano, Utet, Torino 2013
- La suspense. Forme e modelli della tensione cinematografica, Dino Audino, Roma 2015
- Lev Kulešov - L'arte del cinema. Scritti teorici e riflessioni didattiche (a cura di), Dino Audino, Roma 2016
- I cancelli del cielo, Gremese, Roma 2017
- Il cinema di Michael Cimino, Gremese, Roma 2020
- 24 fotogrammi per una storia del cinema essenziale ma esaustiva, Dino Audino, Roma 2021
- Frankenstein Junior, Gremese, Roma 2024
- Schermi del Novecento. La Storia del XX secolo vista attraverso il cinema (a cura di), Lindau, Torino 2025